# ألومينات الصوديوم
ألومينات الصوديوم مركب كيميائي له الصيغة NaAlO2، كما يمكن كتابته على الشكل Na2O · Al2O3، أو Na2Al2O4.
ويكون على شكل بلورات بيضاء، يستخدم بشكل كبير في الحصول على هيدروكسيد الألمنيوم.

## الخواص
- ينحل مركب ألومينات الصوديوم في الماء وتبلغ نقطة انصهاره 1800°س.

## التحضير
يحضر مركب ألومينات الصوديوم من إضافة كمية فائضة من هيدروكسيد الصوديوم (الصود الكاوي) على فلز الألومنيوم أو على هيدروكسيد الألومنيوم  حيث ينطلق غاز الهيدروجين حسب المعادلة:
2Al + 2NaOH + 2H2O → 2NaAlO2 + 3H2
تشير الأبحاث إلى الناتج قد يحوي على أيون − [Al(OH)4]  أو − [Al(H2O)2(OH)4]  في المحلول.

## الاستخدامات
- لمركب ألومينات الصوديوم العديد من التطبيقات فهو يدخل في صناعة الصابون كما يستعمل في معالجة المياه من أجل التغلب على القساوة.
- يستعمل من أجل تسريع تصلب الاسمنت المسلح.
- يستعمل في أحواض الصباغة التي تستعمل صباغ الأليزارين.